# Senatsverwaltung für Bildung, Jugend und Familie
Die Berliner Senatsverwaltung für Bildung, Jugend und Familie (kurz: SenBJF) ist eine von zehn Fachverwaltungen des Berliner Senats im Range eines Landesministeriums und als solche Teil der Landesregierung sowie zuständige oberste Landesbehörde für die Bildungs-, Schul-, Jugend- und Familienpolitik im deutschen Bundesland Berlin.

## Geschichte
Nach dem Zweiten Weltkrieg war für Bildung ein Stadtrat für Volksbildung, später Senator für Volksbildung bzw. Senator für Schulwesen, zuständig. Der Bereich „Jugend“ wurde erstmals 1955 in der Senatsverwaltung für Jugend und Sport aufgefasst. Von 1981 bis 1985 waren beide Fachbereiche erstmals in der Senatsverwaltung für Schulwesen, Jugend und Sport vereinigt. Von 1985 bis 1996 war der Bereich Jugend zwischenzeitlich ausgegliedert, seitdem sind Bildung und Jugend wieder in einer gemeinsamen Senatsverwaltung vertreten. Von 2006 bis 2016 gehörte auch das Ressort „Wissenschaft“ zu dieser Senatsverwaltung. Ihren heutigen Namen trägt die Senatsverwaltung seit dem 8. Dezember 2016.
Von besonderer Bedeutung waren stets die beamteten Landesschulräte als Spitze der Schulaufsicht wie Paul Fechner (SPD, 1951–1959), Herbert Bath (SPD [bis 1985], 1966–1991) oder Hans-Jürgen Pokall (CDU, 1991–2009).
Derzeitige Bildungssenatorin ist seit dem 27. April 2023 Katharina Günther-Wünsch (CDU). Sie wird durch die drei Staatssekretäre Falko Liecke (CDU) für den Bereich Jugend und Familie, Torsten Kühne (CDU) für den Bereich Schulbau und Schuldigitalisierung und Christina Henke (CDU) für den Bereich Bildung unterstützt.

## Aufgaben und Organisation

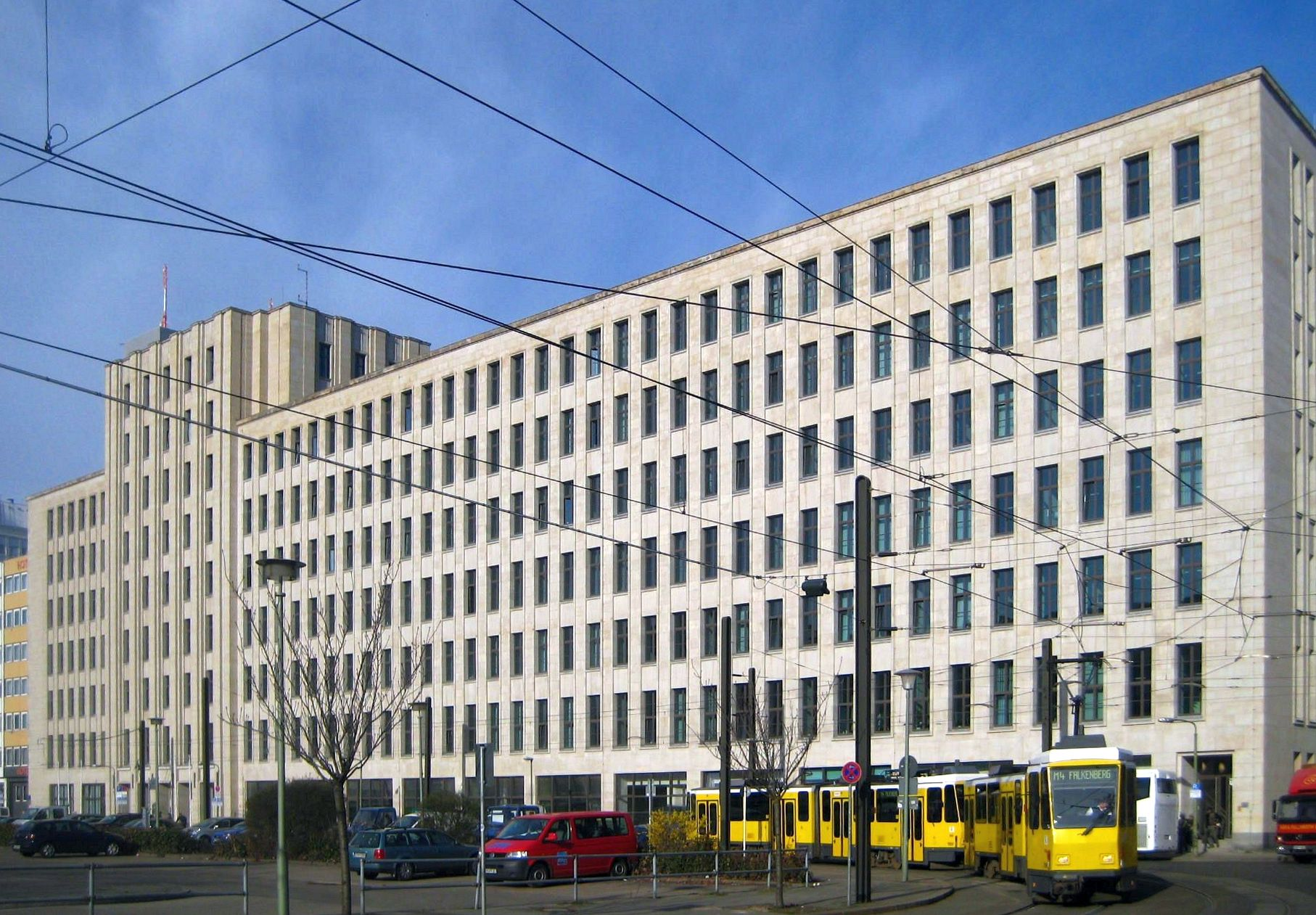
Die Senatsverwaltung für Bildung, Jugend und Familie in der Bernhard-Weiß-Straße

Die Senatsverwaltung für Bildung, Jugend und Familie untergliedert sich in folgende Abteilungen. (Stand: 25. November 2024)
- Abteilung ZS – Zentraler Service
- Abteilung I – Unterstützung und Beratung der Schulen, operative Schulaufsicht, Schulpsychologie, Personalmanagement, Bildungsstatistik und Prognose
- Abteilung II – Grundsatzangelegenheiten und Recht des Bildungswesens; allgemein bildende Schulen; Lehrkräftebildung
- Abteilung III – Jugend und Kinderschutz
- Abteilung IV – Schulische Berufliche Bildung; Zentralverwaltete Schulen, Europäische und Internationale Angelegenheiten
- Abteilung V – Familie und frühkindliche Bildung
- Abteilung VI – Schulentwicklungsplanung und Schulinfrastruktur im Land Berlin
- Abteilung VII – Schule in der digitalen Welt

## Nachgeordnete Behörden und Einrichtungen
Der Senatsverwaltung für Bildung, Jugend und Familie sind folgende Einrichtungen nachgeordnet:
- Pestalozzi-Fröbel-Haus
- Lette-Verein
- Berliner Landeszentrale für politische Bildung
- Stiftung Planetarium Berlin
- Stiftung Grundbildung
- ISQ – Institut für Schulqualität der Länder Berlin und Brandenburg e. V.
- BLiQ – Landesinstitut für Qualifizierung und Qualitätsentwicklung an Schulen
- FEZ – Kinder- und Jugendfreizeitzentrum Wuhlheide – Landesmusikakademie gemeinnützige Betriebsgesellschaft mbH
- SFBB – Sozialpädagogisches Fortbildungsinstitut Berlin-Brandenburg